# Saint-Gilles-du-Mené
Saint-Gilles-du-Mené korábbi község Franciaországban, Côtes-d’Armor megyében. Lakosainak száma 448 fő (2018. január 1.). Saint-Gilles-du-Mené Laurenan, Plémet, Plessala, Saint-Gouéno és Saint-Jacut-du-Mené községekkel határos.
2016. január 1-jén hat másik korábbi községgel egyesült és az így létrejött Le Mené új község része lett.

## Népesség
A település népessége az elmúlt években az alábbi módon változott:
| Lakosok száma | 584  | 561  | 519  | 503  | 473  | 478  | 474  | 468  | 450  | 448  |
|               | 1962 | 1968 | 1982 | 1990 | 1999 | 2008 | 2011 | 2013 | 2017 | 2018 |